# Alois Lexa von Aehrenthal
Alois Lexa von Aehrenthal, född 27 september 1854 i Gross-Skal (idag kallat Hrubá Skála) i Böhmen, död 17 februari 1912 i Wien, var en österrikisk greve och statsman. Han var Österrike-Ungerns utrikesminister 1906–1912.

## Familj och tidig karriär
von Aehrenthal härstammade från en rik katolsk godsägarsläkt vid namn Lexa, som adlats 1790 genom Johann Anton Lexa, som var initiativtagare till brand-, vatten- och hagelskadeförsäkringsväsendet i Böhmen. Hans far, baron Johann von Aehrenthal, var ledare för de böhmiska storgodsägarnas konservativa partigrupp. Efter studier i Prag och Bonn inträdde Alois Lexa von Aehrenthal 1877 på diplomatbanan, blev 1879 attaché och 1881 legationssekreterare i Sankt Petersburg, var 1883–1888 anställd i österrikisk-ungerska utrikesministeriet, där han var utrikesminister Kálnoky von Köröspataks sekreterare och åtnjöt dennes förtroende. Han var 1888–1895 ambassadråd i Sankt Petersburg och därefter 1895–1899 österrikisk-ungersk minister i Bukarest, 1899–1900 chef för politiska sektionen i utrikesministeriet i Wien och 1900–1906 ambassadör i Sankt Petersburg, där han hade utmärkta förbindelser och var mycket välsedd vid tsarhovet.

## Tiden som utrikesminister 1906–1912
von Aehrenthal efterträdde 21 oktober 1906 greve Agenor Gołuchowski som österrikisk-ungersk utrikesminister och hade som sådan betydande del i tillkomsten av 1907 års Ausgleich mellan Österrike och Ungern. Hans utrikespolitik förde en mer självständig och djärv utrikespolitik än Gołuchowskis, som främst riktade sig mot Ryssland och dess strävanden att uppnå hegemoni på Balkanhalvön. Detta gick tvärt emot vad många väntat sig efter hans långa vistelse i Sankt Petersburg.
Han fick i januari 1908 tillstånd av Osmanska rikets sultan att anlägga järnväg från Sarajevo i Bosnien genom sandjaket Novibazar till Mitrovica, d.v.s. i riktning mot Saloniki. Denna plan vållade stor oro i Serbien och Ryssland samt inom fransk-engelska ententen och framkallade en rysk motplan på en tvärbana över Balkanhalvön från Svarta havet till Adriatiska havet.

### Bosnienkrisen 1908–1909
Provinserna Bosnien och Hercegovina hade sedan 1878 varit ockuperade av Österrike. I oktober 1908 tillkännagav von Aehrenthal att de var införlivade med Österrike-Ungern, d.v.s. att de annekterades. Detta var ett motdrag mot den ottomanska samlingsrörelse, som i Turkiet inletts genom den ungturkiska statskuppen i juli 1908.
Inför annekteringen genomförde von Aehrenthal 16 september 1908 ett möte med den ryske utrikesministern Aleksandr Izvolskij på borgen Buchlau i Mähren i syfte att få ryskt godkännande för annekteringen. Deltagarnas senare versioner av utgången av detta möte gick isär, och medan von Aehrenthal hävdade att han fått ryskt godkännande, förnekades detta av Izvolskij. Annekteringen ledde därför till en diplomatisk kris och ryskt missnöje.
von Aehrenthal fullföljde dock sin aktiva Balkanpolitik med stor kraft och smidighet, underströk fastheten i Österrikes avsikter genom omfattande mobilisering, åstadkom genom eftergifter åt Osmanska riket (återlämnande av Novibazar och uppgivande av järnvägsplanen) en snabb uppgörelse med regeringen i Konstantinopel. I mars 1909 genomdrev han, efter överhängande fara för europeiskt krig, stormakternas och Serbiens erkännande av den bosniska annekteringen. Serbien avlade dessutom löften att avstå från intriger mot den österrikisk-ungerska monarkins sammanhållning, som dock inte betraktades som uppriktiga.

### Efter Bosnienkrisen 1909–1912
Även om von Aehrenthal fört en aktiv Balkanpolitik, utgjorde han ett kraftigt motstånd mot längre gående österrikiska aktivistplaner gällande Balkan. Sådana idéer fanns hos högre militärer, och han genomdrev 1911 att generalstabschefen baron Conrad von Hötzendorf fick avgå, eftersom dennes militärpolitik hotade framkalla en brytning med Italien.
von Aehrenthal var en varm vän av Trippelalliansen och försökte komma på bästa möjliga fot med Tyskland och utjämna de intressekonflikter med Italien, som ständigt dök upp.
von Aehrenthal hade uttömt sina krafter under de kritiska åren från 1908 och avled fullständigt utarbetad 1912. Hans efterträdare på utrikesministerposten och arvtagaren till hans politik blev hans näre vän efterträdare greve Leopold von Berchtold. Denne lockades genom von Aehrenthals framgångar att driva den aktiva Balkanpolitiken längre, vilket var en av faktorerna som ledde till första världskrigets utbrott.

## Utmärkelser
- Kungliga Serafimerorden
- Järnkroneorden
- Svarta örns orden
- Annunziataorden
- Leopoldsorden
- Andreasorden
- Sankt Stefansorden
- Sankt Alexander Nevskij-orden

[Redigera Wikidata]